# Chops (album, Euros Childs)
Chops je první sólové studiové album velšského hudebníka Eurose Childse. Vydalo jej v únoru roku 2006 hudební vydavatelství Wichita Recordings. Jeho producentem byl společně s Childsem Gorwel Owen, který s ním již v minulosti spolupracoval na nahrávkách skupiny Gorky's Zygotic Mynci, jíž byl Childs členem. Na albu se podíleli i členové této skupiny, kytarista John Lawrence a houslistka Megan Childs. Většina písní je nazpívána v anglickém jazyce, ale jsou zde i velšsky zpívané skladby.

## Seznam skladeb
Autorem všech skladeb je Euros Childs.
| Pořadí | Název                | Délka |
| ------ | -------------------- | ----- |
| 1.     | Billy the Seagull    | 0:49  |
| 2.     | Donkey Island        | 2:57  |
| 3.     | Dawnsio Dros Y Môr   | 1:59  |
| 4.     | Slip Slip Way        | 0:49  |
| 5.     | Costa Rita           | 4:12  |
| 6.     | Stella Is a Pigmy #1 | 0:30  |
| 7.     | My Country Girl      | 1:43  |
| 8.     | Circus Time          | 4:25  |
| 9.     | Cynhaeaf             | 1:00  |
| 10.    | Hi Mewn Socasau      | 3:27  |
| 11.    | Stella Is a Pigmy #2 | 0:27  |
| 12.    | Surf Rage            | 2:39  |
| 13.    | First Time I Saw You | 8:05  |
| 14.    | Stella Is a Pigmy #3 | 0:34  |

## Obsazení
- Euros Childs – zpěv, klávesy, klavír, kytara, baskytara
- Peter Richardson – bicí, perkuse, tamburína
- Gary Alesbrook – trubka
- Rob Makay – flétna
- Megan Childs – housle, doprovodné vokály
- John Lawrence – kytara, doprovodné vokály
- Alun Tan Lan – banjo, doprovodné vokály
- Gorwel Owen – doprovodné vokály
- Karina Durrant – doprovodné vokály